# Hidrur de potassi
L'hidrur de potassi (de fórmula KH) és un compost químic format per un hidrur d'hidrogen i potassi. L'hidrur es forma a poc a poc pels elements hidrogen i potassi des de 260 °C, i amb més velocitat des de 350 °C.
{\displaystyle \mathrm {2\ K+H_{2}\longrightarrow 2\ KH} }
Reacciona amb l'aigua segons la següent fórmula:
{\displaystyle KH+H_{2}O\longrightarrow KOH+H_{2}}
Aquesta reacció és tan poderosa que, de vegades, el gas hidrogen produït crema al mateix temps que es produeix una flama de color lila en presència dels ions de potassi K+. L'hidrur de potassi també és pirofòric, per la qual cosa requereix un maneig acurat i és venut comercialment barrejat amb oli mineral.